# Gampsocleis
Gampsocleis — род прямокрылых из семейства Настоящие кузнечики (Tettigoniidae), обитающий в Палеарктике.

## Виды
В соответствии с базой данных Orthoptera Species File, в настоящее время выделяются следующие виды:
- Gampsocleis abbreviata Herman, 1874
- Gampsocleis acutipennis Karabag, 1956
- Gampsocleis akbari Panhwar, Sultana & Wagan, 2017
- Gampsocleis assoi Bolívar, 1900
- Самка кузнечика Седакова за откладкой яиц. Приморский край.Gampsocleis beybienkoi Cejchan, 1968 — Кузнечик Бей-Биенко
- Gampsocleis buergeri (Haan, 1843)
- Gampsocleis carinata Bey-Bienko, 1951
- Gampsocleis fletcheri (Burr, 1899)
- Gampsocleis glabra (Herbst, 1786) typus — Оголенный кузнечик, или Кузнечик гладкий
- Gampsocleis gratiosa Brunner von Wattenwyl, 1862 — Прелестный кузнечик
- Gampsocleis infuscata Uvarov, 1924
- Gampsocleis mongolica Dirsh, 1927
- Gampsocleis recticauda Werner, 1901
- Gampsocleis ryukyuensis Yamasaki, 1982
- Gampsocleis schelkovnikovae Adelung, 1916 — Кузнечик Шелковниковой
- Gampsocleis sedakovii (Fischer von Waldheim, 1846) — Кузнечик Седакова
- Gampsocleis sinensis (Walker, 1869)
- Gampsocleis ussuriensis Adelung, 1910 — Уссурийский кузнечик